# جدر (الحيمة الداخلية)

تعديل مصدري - تعديل

جدر هي إحدى قرى عزلة الأحبوب بمديرية الحيمة الداخلية التابعة لمحافظة صنعاء، بلغ تعداد سكانها 592 نسمة حسب تعداد اليمن لعام 2004.